# Écrits de Paris
Écrits de Paris — sous-titré « Revue des questions actuelles » — est un périodique français d'extrême droite fondé par René Malliavin en 1947 et succédant au mensuel Questions actuelles créé par le même Malliavin en 1944.

## Historique

### Première série
Écrits de Paris se veut un « organe de résistance » aux résistants et aux gaullistes. Ses collaborateurs militent pour l'amnistie des personnes visées par l'Épuration. Ils rassemblait d'anciens collaborateurs, certaines personnalités ayant appartenu à l'Action française de Charles Maurras et des pétainistes ayant joué un rôle dans le régime de Vichy.
Les Écrits de Paris sont d'abord édités à Paris par la Société parisienne d'édition et de publication, de 1947 à 1951, avant d'être rachetés à cette date par Rivarol (« hebdomadaire de l'opposition nationale et européenne »), revue fondée une fois encore par Malliavin ; les Écrits sont d'ailleurs présentés comme le mensuel « frère » de Rivarol puisqu'ils partagent locaux et ligne éditoriale.

### Nouvelle série
Une nouvelle série d'Écrits de Paris voit le jour en 1978[réf. nécessaire].
En 1992, Jean-Yves Camus et René Monzat notent que le magazine « s'est clairement rangé dans le camp négationniste », et relèvent en particulier deux articles ouvertement négationnistes de Pierre Pauty et Paul Rigal.

## Direction
Le mensuel paraît sous les directions successives de
- Madeleine Delavenne ;
- Paul Malliavin (jusqu'en 1989) ;
- Renée Anthon, dite Renée Versais (1989-2007[2],[3]) ;
- Camille Galic (2007-2010)[2] ;
- Jérôme Bourbon (depuis 2010[2]).